# Alfredo Bouret
Alfredo Bouret (Coyoacán, Ciudad de México, México, 20 de agosto de 1926 - Vancouver, Columbia Británica, Canadá, 10 de marzo de 2018) fue un ilustrador mexicano conocido por su trabajo en la revista Vogue.

## Primeros años
Nace con el nombre de Alfredo González Aceves en 1926 en la alcaldía de Coyoacán, Ciudad de México, demostrando aptitudes artísticas desde una edad muy temprana. Decide estudiar en la Escuela Libre de Arte y Publicidad en la década de los 40; mientras estudia manda una serie de dibujos a la revista de moda mexicana "La Familia" donde es publicado por un par de años; en 1947 gana un concurso de ilustración de moda que la Cámara del Vestido hizo con la IWS (International Watercolor Society) cuyo premio era una estadía en París de 6 meses para aprender el oficio con casas de moda.

## Carrera como ilustrador
Al llegar a París hizo una breve pasantía de seis meses con el diseñador Pierre Balmain, quien al terminar el lapso de medio año le sugirió que no regresara a México y se dedicara a la ilustración de moda, al mostrar su colección a la prensa Balmain lo presentó con Michel de Brunhoff, entonces editor de Vogue París, que lo contrató al día siguiente.
Trabajó durante cinco años en la publicación, lapso en el que tuvo contacto con los principales diseñadores de la época como Hubert de Givenchy, Coco Chanel, Christian Dior, entre otros, siendo el más destacado Cristóbal Balenciaga, pues este no dejaba que sus colecciones fueran fotografiadas o dibujadas hasta mucho tiempo después de que se presentara en pasarela, resultando esto en que no diera acceso a ningún ilustrador a sus talleres; sin embargo, permitía que Alfredo entrara e ilustrara sus colecciones.
En esa época empezó a firmar únicamente como "Bouret", que era el nombre de algún antepasado suyo que emigró de Francia a México durante el Imperio Mexicano.
En los cincuenta se mudó a Londres donde trabajaría para la edición inglesa de Vogue y haría dibujos para la agencia de publicidad de Walter J. Thompson, finalmente, en 1962, renunciaría a la revista al ver que la fotografía arrasaba con la ilustración en los medios impresos.
A inicios de la década de los 60 Bouret regresa a México con ofertas de trabajo y la idea de establecer un negocio en el país, al no concretarse nada se dedica a pintar trajes típicos nacionales y lleva los dibujos a Europa para exhibirlos en "Le Bazaar", la boutique de Jean Desses, quien le comisionaría a Valentino, entonces su asistente, que hiciera una colección basada en los dibujos de Bouret.

## Mexicana
En 1962, mientras trabajaba para la revista, el diseñador irlandés John Cavanagh le pide que abran un negocio juntos, que sería la tienda "Mexicana" en la Sloane Street de Londres que vendía productos mexicanos como blusas y artesanías teniendo bastante éxito, pues el tema del nacionalismo mexicano luego se reforzaría con las Olimpiadas de 1968 que se llevaron a cabo en la Ciudad de México. Ahí, Bouret incursionó en el diseño de moda, vendiendo vestidos inspirados en las prendas de su país hechos por la diseñadora mexicana Tachi Castillo. Entre sus clientas estuvieron la princesa Ana del Reino Unido, quien posó con uno de sus vestidos para un retrato oficial hecho por Antony Armstrong-Jones, y la Princesa Diana, que aunque nunca fue a la boutique personalmente se llevó un par de vestidos para su luna de miel. En 1969 abrió una sucursal de Mexicana en Sídney, Australia con el nombre de Mexican Bazaar, que cerró al poco tiempo en 1972. La sucursal de Londres cerraría una década después en 1982.
En 1985 se estableció en el país junto con su pareja, el diseñador de interiores Lex Robert Aitken volviéndose ciudadano australiano en 1990. En 2007, después de su retrospectiva en la RMIT Gallery, Aitken donó el acervo de Bouret a los archivos de diseño de RMIT.

## Fallecimiento
Tras la muerte de Aitken en 2013, Bouret se trasladó a Vancouver para pasar más tiempo con su familia.
Falleció de forma pacífica en su hogar el sábado 10 de marzo de 2018.

## Libros
- Fabsolute: Fashion Illustration by Alfredo Bouret, 1940s to 1960s, 2007, en colaboración de Robyn Healy, Robyn Beeche y Suzanne Davies.

## Exposiciones
- 2007, Fabsolute: Fashion Illustration by Alfredo Bouret, 1940s to 1960s, RMIT Gallery.
- 1997, Bally Illustration, Charles Hewitt Gallery.